# Arminda palmae
Arminda palmae is een rechtvleugelig insect uit de familie veldsprinkhanen (Acrididae). De wetenschappelijke naam van deze soort is voor het eerst geldig gepubliceerd in 2009 door Hochkirch & Görzig.
1. ↑  (en) Arminda palmae op de IUCN Red List of Threatened Species.